# Salair
Salair (russisch Салаир) ist eine Kleinstadt in der Oblast Kemerowo (Russland) mit 8262 Einwohnern (Stand 14. Oktober 2010).

## Geographie
Die Stadt liegt im Westen des zentralen Teiles des Kusbass bzw. an der Ostflanke des Salairrückens, etwa 200 km südwestlich der Oblasthauptstadt Kemerowo und 40 km südwestlich von Belowo am Fluss Maly Batschat. Das Klima ist kontinental.
Die Stadt Salair ist administrativ der Stadt Gurjewsk unterstellt.
Salair ist über eine Eisenbahnstrecke (nur Güterverkehr) mit Gurjewsk und Belowo an der Strecke Jurga (bzw. Nowosibirsk) – Nowokusnezk verbunden.

## Geschichte
1626 wurde das Dorf Salairskoje (Салаирское, auch Салаирка/ Salairka) gegründet. Ende des 18. Jahrhunderts entdeckte man hier Silbererze, deren Abbau in den 1780er Jahren begann. In Folge entstand eine vom Bergbau geprägte Siedlung. 1941 erhielt der Ort unter dem heutigen Namen Stadtrecht.

### Bevölkerungsentwicklung
| Jahr | Einwohner |
| ---- | --------- |
| 1939 | 21.997    |
| 1959 | 17.477    |
| 1970 | 13.568    |
| 1979 | 11.254    |
| 1989 | 11.452    |
| 2002 | 9.472     |
| 2010 | 8.262     |

Anmerkung: Volkszählungsdaten

## Wirtschaft
Heute werden vom ehemaligen Silberbergwerk und dem angeschlossenen metallurgischen Werk (Салаирский горно-обогатительный комбинат/ Salairski gorno-obogatitelny kombinat) hauptsächlich Barytkonzentrate produziert.